# I Will Return
"I Will Return" is een instrumentaal nummer van de Britse groep Springwater, een project van Phil Cordell. Het verscheen op het enige album Springwater uit 1972. Op 3 september 1971 werd het uitgebracht als de eerste single van het album.

## Achtergrond
"I Will Return" is geschreven door Cordell en geproduceerd door Cordell en Dave Williams. Het werd een grote hit in een aantal Europese landen. In de Britse UK Singles Chart bereikte het de vijfde plaats, terwijl het in Zwitserland een nummer 1-hit werd. Ook in Duitsland werd de top 3 gehaald. In Nederland piekte de single op de vierde plaats in de Top 40 en de derde plaats in de Daverende Dertig, terwijl in Vlaanderen een twaalfde plaats in de Ultratop 50 werd gehaald.
"I Will Return" werd een aantal keren gebruikt als radiojingle. Op Radio Caroline was het te horen in de campagne "Spread a little love across the world". Op Radio Mi Amigo werd het door Brian Anderson gebruikt. Op Radio Noordzee Internationaal was het twee keer te horen: eenmaal door Mike Ross voor de jingle "The start of something new" en eenmaal door Paul May op de RNI World Service. In 1990 werd het lied gebruikt als basis voor "Oranje bovenaan" van André Hazes.

## Hitnoteringen

### Nederlandse Top 40
| Hitnotering: 27-11-1971 t/m 12-02-1972 | Hitnotering: 27-11-1971 t/m 12-02-1972 | Hitnotering: 27-11-1971 t/m 12-02-1972 | Hitnotering: 27-11-1971 t/m 12-02-1972 | Hitnotering: 27-11-1971 t/m 12-02-1972 | Hitnotering: 27-11-1971 t/m 12-02-1972 | Hitnotering: 27-11-1971 t/m 12-02-1972 | Hitnotering: 27-11-1971 t/m 12-02-1972 | Hitnotering: 27-11-1971 t/m 12-02-1972 | Hitnotering: 27-11-1971 t/m 12-02-1972 | Hitnotering: 27-11-1971 t/m 12-02-1972 | Hitnotering: 27-11-1971 t/m 12-02-1972 | Hitnotering: 27-11-1971 t/m 12-02-1972 | Hitnotering: 27-11-1971 t/m 12-02-1972 |
| Week                                   | 1                                      | 2                                      | 3                                      | 4                                      | 5                                      | 6                                      | 7                                      | 8                                      | 9                                      | 10                                     | 11                                     | 12                                     |                                        |
| -------------------------------------- | -------------------------------------- | -------------------------------------- | -------------------------------------- | -------------------------------------- | -------------------------------------- | -------------------------------------- | -------------------------------------- | -------------------------------------- | -------------------------------------- | -------------------------------------- | -------------------------------------- | -------------------------------------- | -------------------------------------- |
| Nummer                                 | 28                                     | 10                                     | 7                                      | 4                                      | 4                                      | 5                                      | 8                                      | 8                                      | 11                                     | 17                                     | 26                                     | 33                                     | uit                                    |

### Daverende Dertig
| Hitnotering: 04-12-1971 t/m 05-02-1972 | Hitnotering: 04-12-1971 t/m 05-02-1972 | Hitnotering: 04-12-1971 t/m 05-02-1972 | Hitnotering: 04-12-1971 t/m 05-02-1972 | Hitnotering: 04-12-1971 t/m 05-02-1972 | Hitnotering: 04-12-1971 t/m 05-02-1972 | Hitnotering: 04-12-1971 t/m 05-02-1972 | Hitnotering: 04-12-1971 t/m 05-02-1972 | Hitnotering: 04-12-1971 t/m 05-02-1972 | Hitnotering: 04-12-1971 t/m 05-02-1972 | Hitnotering: 04-12-1971 t/m 05-02-1972 | Hitnotering: 04-12-1971 t/m 05-02-1972 |
| Week                                   | 1                                      | 2                                      | 3                                      | 4                                      | 5                                      | 6                                      | 7                                      | 8                                      | 9                                      | 10                                     |                                        |
| -------------------------------------- | -------------------------------------- | -------------------------------------- | -------------------------------------- | -------------------------------------- | -------------------------------------- | -------------------------------------- | -------------------------------------- | -------------------------------------- | -------------------------------------- | -------------------------------------- | -------------------------------------- |
| Nummer                                 | 14                                     | 6                                      | 3                                      | 4                                      | 4                                      | 4                                      | 8                                      | 10                                     | 19                                     | 21                                     | uit                                    |

### NPO Radio 2 Top 2000
| Nummer met noteringen in de NPO Radio 2 Top 2000 | '99  | '00  | '01  | '02  |
| ------------------------------------------------ | ---- | ---- | ---- | ---- |
| I Will Return                                    | 1323 | 1216 | 1721 | 1560 |

1. ↑  Een vetgedrukt getal geeft de hoogste notering aan.
2. ↑  Deze tabel is bijgewerkt tot en met de laatste editie (2024).